# Bảo tàng Nghệ thuật Hiện đại, Warszawa
Muzeum Sztuki Nowoczesnej w Warszawie là một bảo tàng ở Warsaw, Ba Lan. Bảo tàng được thành lập vào năm 2005.
Cho đến khi xây dựng bảo tàng mới, Bảo tàng Nghệ thuật Hiện đại ở Warsaw đã thực hiện các hoạt động và các chương trình của mình trong một cơ sở tạm thời tại ul. Pańska 3. Giám đốc bảo tàng kể từ ngày 6 tháng 6 năm 2007 là bà Joanna Mytkowska.

## Việc xây dựng bảo tàng mới
Năm 2006, một cuộc thi kiến trúc quốc tế về thiết kế bảo tàng đã được công bố. Cuộc thi đã tìm được người chiến thắng vào tháng 2 năm 2007 với kiến trúc sư người Thụy Sĩ Christian Kerez. Bảo tàng được chọn từ 109 mẫu thiết kế khác nhau.
Tòa nhà rộng khoảng 30.000 mét vuông được hoàn thành từ năm 2012-2016 ở phía bắc của Quảng trường diễu hành bên cạnh Phố Marszałkowska (trước đây nơi đây bị chiếm đóng bởi một khu chợ).
Vào tháng 4 năm 2008, Chủ tịch Warsaw, Hanna Gronkiewicz-Waltz và Christian Kerez đã ký hợp đồng để thiết kế bảo tàng. Vào mùa hè 2008, chính quyền Warsaw đã quyết định thay đổi chương trình và các dự án chức năng bên trong tòa nhà, và kết quả là dự án đã trải qua nhiều thay đổi đáng kể và công việc thiết kế phải được mở rộng đáng kể. Chủ đề cuối cùng của tòa nhà đã được trình bày vào mùa hè năm 2010. Tuy nhiên, vào tháng 5 năm 2012, Thành phố đã chấm dứt hợp đồng với Christian Kerez.
Đồng thời, người ta đã quyết định rằng trong ba năm tới, vị trí tạm thời cho bảo tàng là ở Phố Pańska, bên ngoài trục đường chính Emilii Plater gần đó.
Các kế hoạch hiện tại đang được thực hiện để mở cửa bảo tàng xây dựng tùy chỉnh mới vào năm 2019.

## Kế hoạch cho bảo tàng
Bảo tàng giới thiệu những thành tựu và thay đổi trong nghệ thuật Ba Lan của thế kỷ XX và XXI trong bối cảnh quốc tế, tạo ra một bộ sưu tập nghệ thuật, đồng thời trình bày các tác phẩm quan trọng trong lĩnh vực nghệ thuật thị giác, phim ảnh, sân khấu và âm nhạc, cũng như tạo điều kiện hỗ trợ đặc biệt cho các nghệ sĩ tài năng. 

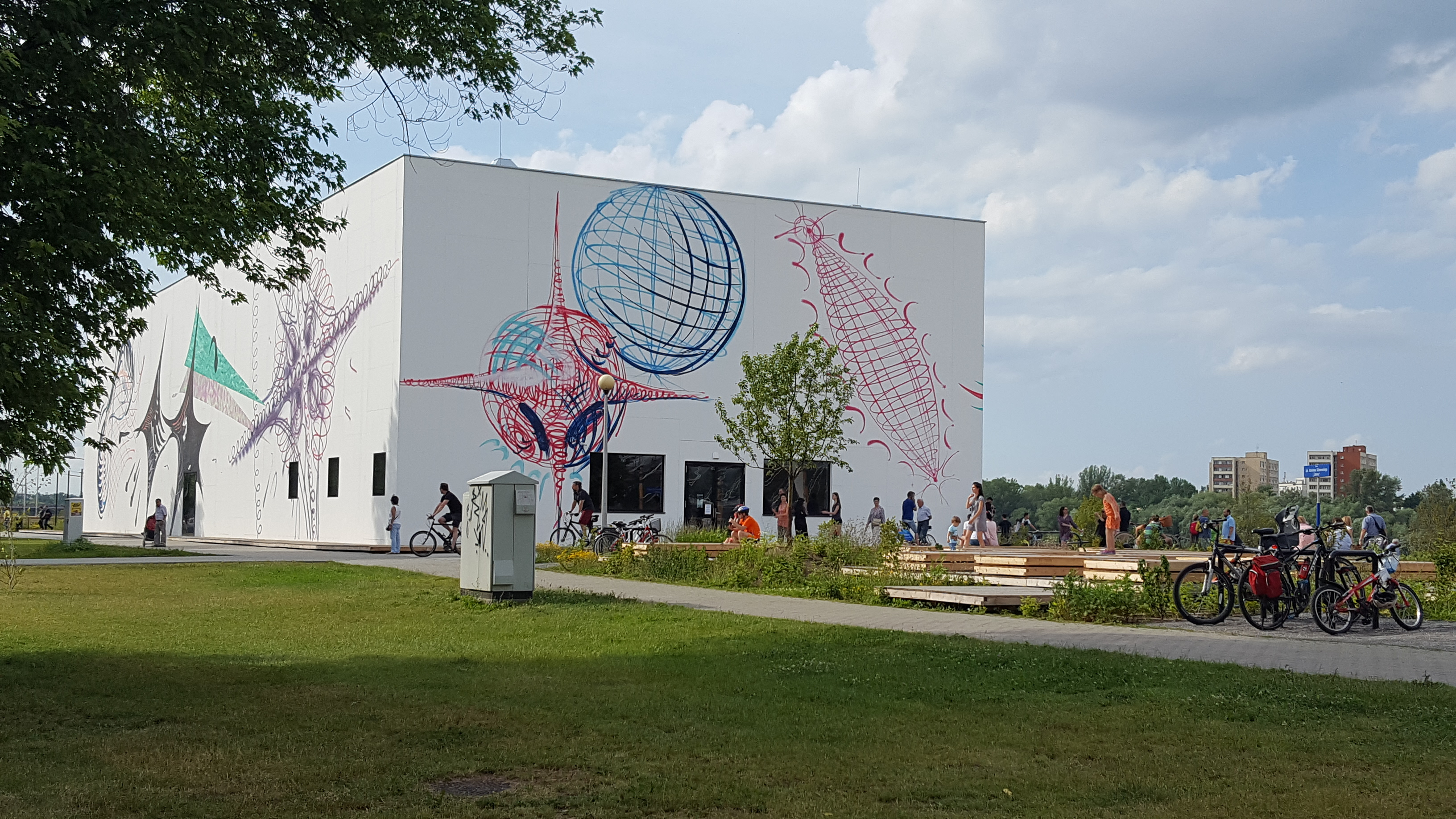
Bảo tàng trên sông Vistula

Bảo tàng sẽ là một nơi giao thoa giữa các giá trị truyền thống và các dòng chảy mới, cho phép liên tục đổi mới ký ức lịch sử về "gần" và đàm phán thứ bậc xã hội thay đổi của các giá trị trong văn hóa rộng lớn hơn.
Bảo tàng - mở cửa cho nghệ thuật theo nghĩa rộng nhất - được thiết kế để tương tác với nhiều tổ chức ở Ba Lan khác nhau, và để giao tiếp với giới nghệ thuật công cộng địa phương và quốc tế.
Bộ sưu tập, thời gian triển lãm, cũng như một chương trình đa phương tiện sẽ được hỗ trợ bởi cổng thông tin và giáo dục dành cho một số nhóm tổ chức và nhóm độ tuổi, đặc biệt chú trọng vào các trường trung học và đại học.
Các hoạt động của bảo tàng sẽ phục vụ để nâng cao trình độ hiểu biết và quan tâm đến nghệ thuật với các tài liệu tham khảo về truyền thống và lịch sử, và sẽ phát triển để thúc đẩy hợp tác quốc tế nhằm hình thành bản sắc văn hóa châu Âu. Điều này sẽ áp dụng cho cả bảo tàng mới và đây sẽ là nơi trao đổi nghệ thuật và khoa học với các nghệ sĩ và những người làm việc trong lĩnh vực văn hóa - nhà sử học nghệ thuật, người phụ trách triển lãm, nhà phê bình nghệ thuật - cũng như tham gia vào các hệ thống và dự án nghệ thuật bảo tàng quốc tế trong lĩnh vực văn hóa đương đại. Nhờ vị trí độc đáo và môi trường lịch sử, bảo tàng sẽ đặc biệt kích thích thúc đẩy việc đối thoại liên văn hóa.
Sự hấp dẫn của tòa nhà, kết hợp với vị trí thuận lợi và sự năng động của bảo tàng sẽ được sử dụng để tạo không gian thưởng thức và giải trí cho người dân và du khách đến thăm thành phố Warsaw.